# Generación Bradomín
La llamada "Generación Bradomín" fue aquella que se inició en la dramaturgia a finales de los años ochenta o principios de los años noventa en España. Se denomina así porque sus primeras obras teatrales se difunden mayoritariamente a partir del Premio Marqués de Bradomín que organizó en Instituto de la Juventud, primero desde el Ministerio de Cultura, y después desde el Ministerio de Asuntos Sociales. A esta generación pertenecen autores reconocidos en el panorama teatral español desde finales del siglo pasado, como Sergi Belbel, Antonio Onetti, Daniela Fejerman, Borja Ortiz de Gondra, Francisco Sanguino o Itziar Pascual. 